# William Halstead

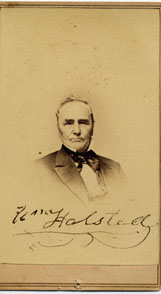
William Halstead (1861)

William Halstead (* 4. Juni 1794 in Elizabeth, New Jersey; † 4. März 1878 in Trenton, New Jersey) war ein US-amerikanischer Jurist und Politiker. Zwischen 1837 und 1843 vertrat er zwei Mal den Bundesstaat New Jersey im US-Repräsentantenhaus.

## Werdegang
William Halstead besuchte bis 1812 das Princeton College. Nach einem anschließenden Jurastudium und seiner 1816 erfolgten Zulassung als Rechtsanwalt begann er in Trenton in diesem Beruf zu arbeiten. Zwischen 1821 und 1832 arbeitete er als Stenograph am New Jersey Supreme Court. Damals veröffentlichte er sieben Bände von „Halstead’s Law Reports“. In den Jahren 1824 bis 1829 sowie nochmals zwischen 1833 und 1837 war er auch Staatsanwalt im Hunterdon County.
Politisch wurde Halstead Mitglied der 1835 gegründeten Whig Party. Bei den Kongresswahlen des Jahres 1836 wurde er für den dritten Sitz von New Jersey in das US-Repräsentantenhaus in Washington, D.C. gewählt, wo er am 4. März 1837 die Nachfolge von Thomas Lee antrat. Bis zum 3. März 1839 konnte er zunächst eine Legislaturperiode im Kongress absolvieren. Er wurde 1838 bestätigt, aber vom Kongress nicht für die am 4. März 1839 beginnende Legislaturperiode zugelassen. Statt seiner fiel das Mandat an den Demokraten Philemon Dickerson. Im Jahr 1840 wurde Halstead erneut in den Kongress gewählt und dort auch zugelassen. Damit konnte er zwischen dem 4. März 1841 und dem 3. März 1843 eine weitere Legislaturperiode absolvieren. Diese Zeit war von den Spannungen zwischen Präsident John Tyler und den Whigs geprägt. Außerdem wurde damals bereits über eine mögliche Annexion der seit 1836 von Mexiko unabhängigen Republik Texas diskutiert. In dieser Zeit war Halstead Vorsitzender des Wahlausschusses. Zwischen 1849 und 1853 amtierte er in der Nachfolge von James S. Green als Bundesstaatsanwalt für New Jersey.
Zu Beginn des Bürgerkrieges stellte Halstead ein Kavallerieregiment aus New Jersey auf, das er bis Februar 1862 kommandierte. Danach zog er sich aus der Öffentlichkeit zurück. Er starb am 4. März 1878 in Trenton, wo er auch beigesetzt wurde.